# Letargo (banda)
Letargo es un grupo de rock guatemalteco, nacido en la Ciudad de Chiquimula, aunque tienden a fusionar e incursionar en géneros como jazz, blues, cumbia, pop, entre otros. Sus inicios se remontan a mediados de la década de los noventa, específicamente noviembre de 1994. A nivel nacional formaron parte del movimiento de rock en Guatemala conocido como "de los 90's", adquiriendo fama y renombre en cada rincón del país, al ser creadores de temas musicales emblemáticos en la cultura del rock chapin. A nivel local la banda fue precursora del movimiento y por muchos años la única de este género que alcanzó fama notable, por sobre proyectos musicales antiguos como S-20 y Apocalipsis 72, fama que obtuvieron por tocar y proponer música de su propia autoría. Después de algunos años en receso, la banda regresa al estudio y a los escenarios para continuar deleitando al pueblo chapin con su música.

## Biografía

### Inicios
Letargo se formó en 1994 en la Ciudad de Chiquimula, al nororiente del país. La banda empezó a trabajar siendo los integrantes fundadores adolescentes, por esta época el sueño de tener una banda de rock era latente en sus mentes y corazones por lo tanto le dieron rienda suelta a su creatividad. Luis Guzmán (Qik) había estado involucrado en concursos de cantantes desde muy temprana edad, su vocación siempre fue cantar. Otto Cerezo tenía conocimientos de teclado e invitan a sus amigos Manuel Ramos y Jorge Arriaza a tocar las guitarras.  El profesor Giovanni Sagastume que los apoyaba como director musical invita a Alex Cerna quien proviene de una familia de músicos. 
4 meses después debutan comomento teloneros de la banda de rock S-20 de Denis Murcia y Giovanni Sagastume.
A partir de este punto Letargo empezó a tocar en diferentes lugares, ingeniándoselas para el transporte, prestando instrumentos, invirtiendo su tiempo, contando con el apoyo de sus familias. Sin embargo, ellos querían más, tenían material propio y querían grabar un sencillo, es así como acuden a Primera Generación Records el estudio más importante para el rock guatemalteco de la década de 1990 produciendo Te Extrañé, primero de 3 sencillos, le siguen Manchaste la Inocencia y Aquí Estoy, los cuales posteriormente se convertirían en éxitos en las radios locales, nacionales y extranjeras.
Motivados por su inmenso amor a la música  deciden grabar su primera producción discográfica, sin embargo Jorge y Manuel se retiran de la banda por tener otras prioridades. Es así como ocurren cambios dentro de la formación de la banda, Alex pasa a tocar la guitarra y deja la batería a cargo de su primo Arturo Cerna, así mismo Fernando Illescas hace su aparición como bajista. 

### Miro al Cielo
En noviembre de 1999, con la nueva alineación de la banda, inician la grabación de su primer material discográfico en el Estudio “Kyria Records”, propiedad de Ranferí Aguilar guitarrista de Alux Nahual. El mismo fue titulado “Miro al Cielo”, bajo el sello discográfico de, la ahora desaparecida, DIDECA Internacional.
El material tomó el nombre de una de las canciones del disco, que era en ese entonces una de las favoritas de la banda, sin embargo el público tuvo otra opinión. Temas como “Por Olvidarte”, “Está Bien” y “Siento” le dieron un alcance a la banda que no habían esperado. Empezaron a recolectar seguidores en todo el país, incluyendo en la Ciudad de Guatemala, esto les da la oportunidad de grabar un vídeo para su canción “Por Olvidarte”, el cual los seguidores de la banda identifican como Whisky, Ron y Cerveza. El vídeo grabado en la Ciudad de Antigua Guatemala, relata la historia de un joven que se pierde en alcohol por el amor de una joven, al fondo la banda tocando el tema.
En marzo de 2001, impulsando su tema “Siento”, participan en un concurso de bandas organizado por Pepsi y se posicionan como una de las mejores bandas nuevas de Rock a nivel nacional. Reafirmando aún más su nombre y su talento a los diferentes públicos del país.
Uno de los temas más polémicos del disco fue su versión de “El Corrido de Chiquimula”, el cual fue catalogado por muchos chiquimultecos como un insulto a la canción original, considerada un himno para el pueblo de Chiquimula. No obstante, el público roquero aplaudió la versión y posteriormente se convirtió en una de las canciones más solicitadas en sus conciertos.

### Allá
El éxito de la banda había sobrepasado las mismas expectativas de la banda, pero crear más música era vital si querían seguir dentro del medio, por tanto las sesiones para componer nuevos temas empezaron y la grabación del nuevo disco estaba proyectada para finales del 2001. Durante la producción Fernando “La Chumpa” decide retirarse de la banda por diferencias creativas con sus demás compañeros, dejando solamente los bajos grabados para el nuevo material.
A finales de 2001 inician la grabación de su segunda producción musical, la cual titularon “Allá”, una vez más bajo el sello discográfico DIDECA. 
El primer sencillo titulado “Chompipito en Bicicleta” llegó casi instantáneamente al gusto popular de la gente, dado el ritmo pegajoso y singular de la pieza, la cual fusiona apropiadamente el rock, blues y ritmos latinos. Esta canción nuevamente dio de que hablar al aclararse que a lo largo de la canción de lo que realmente se habla es de posiciones sexuales.
Este disco consolidó de manera apropiada a la banda con temas que la voz del pueblo a inmortalizado como “Sé”, así como “No quiero entender”, “Volando” y “Solo una vez”. Dado el éxito de la banda, las marcas empezaron a darle notoriedad al proyecto, empezando a ser considerados para publicitarse en diferentes medios de comunicación. Es de hacer notar que a falta de un bajista oficial, fueron diversos músicos invitados quienes acompañaron a la banda en esta etapa de giras y presentaciones, siendo el más recordado Arturo Cerna Padre.

### El Último Vuelo
Letargo se mantuvo de gira varios meses debido al éxito de su último material, sin embargo se empezaron a dar fricciones entre los integrantes de la banda. La amistad que los había unido, los había llevado al éxito con Letargo se estaba debilitando con el paso de cada día. 
Es así como en el año 2003 la banda aprovechó su gira para empezar a despedirse de la escena rock nacional, dando su último concierto en el Coliseo de la Ciudad de Chiquimula en septiembre de 2003. A partir de este día los letargos toman caminos separados.
Quik aprovecha el final aparente de la banda para resurgir de entre las cenizas con un nuevo proyecto, es así como secundado por su entrañable amigo, compañero y ex letargo Arturo Cerna, deciden empezar a darle forma a esta nueva idea. Apoyados por Maisbro y otros músicos amigos logran formar la denominada Caravana Sicodelia, agrupación con la cual dejaron un álbum titulado “Soñar Despiertos”. Este proyecto recibió apoyo de un programa radial muy importante por esas fechas, Maya Rock. Los conductores y productores del programa se interesaron en la Caravana Sicodelia, promocionándolos y publicitándolos durante cada una de sus sesiones.
Como detalle importante cabe mencionar que muchos de los antiguos fanes de Letargo, dado el carisma, la interpretación, el sello vocal de Quik y el hecho que en muchas ocasiones Caravana Sicodelia tocaba canciones de Letargo, confundían esta nueva producción y se la adjudicaban a Letargo, aún hasta la fecha hay quien piensa que este material es parte de un Letargo diferente pero siempre Letargo.

### El Despertar
En febrero de 2008 apareció un video en YouTube que promocionaba un evento denominado “El Despertar de Letargo”, a todas luces era un reencuentro, el momento que tantos fanes de la banda habían esperado.
El concierto patrocinado por el Alcalde de la Ciudad de Chiquimula, no tuvo el éxito que hubieran deseado, al parecer el estar inactivos con el nombre de Letargo por tantos años había desinteresado a muchos de sus antiguos seguidores, al menos en su ciudad natal. La banda reunió a los miembros involucrados en el éxito que obtuvieron a principios de siglo, lo que para muchos rememoró significantes anécdotas. A su vuelta a las tablas incluyeron canciones nuevas que pudieron haber compuesto durante los ensayos, lo que hizo incrementar la euforia de los fanes.
En diciembre de 2008 Letargo es invitado por Viernes Verde a formar parte en su cartelera principal de bandas de los 90 en su famoso festival Garra Chapina. Durante el festival que empezó alrededor de mediodía se presentaron bandas nuevas en la escena musical guatemalteca, entre estas participa “el chileno” antiguo guitarrista de Caravana Sicodelia, con su proyecto Trypod. Cuando la tarde estaba por finalizar Letargo salta al escenario, provocando la euforia de miles de asistentes, entre aplausos, gritos, baile, lágrimas de nostalgia. La Garra Chapina estaba cumpliendo 10 años de existencia, por lo que miles de fanes del rock chapin se dieron cita en el Teatro al Aire Libre del Centro Cultural Miguel Ángel Asturias, los presentes se unieron en una sola voz para corear los temas de una banda del interior (que no son de la Ciudad Capital), algo que muy pocas bandas del interior del país han logrado en eventos de este calibre.

### Letargo (Homónimo)
Nuevamente Letargo estaba alzando el vuelo, por tanto la urgencia de tener nuevas canciones los llevó a un largo proceso de producción, el cual les tomó mucho más tiempo del que habían estipulado. En estos meses se dieron diferencias creativas especialmente duras entre los integrantes, que no sabían si era lo mejor seguir con la banda o dar por terminado el proyecto de una vez por todas y para siempre.
Mucho es lo que se ha especulado en este aspecto pero no hay una versión oficial de los hechos, lo que se sabe es que Quik salió de la banda y se dedicó a trabajar en un material propio como solista, dejando atrás la banda que tantas alegrías y tristezas le había dado, dejando de lado el Letargo en el que había trabajado en la mayor parte de su carrera musical.
Alex, Fernando y Arturo siguieron trabajando en Letargo y el proceso de producción del álbum se intensificó aún más debido a que todos contaban con responsabilidades ajenas a la banda.  
“Nada es como ayer” es el primer sencillo del tercer álbum, lanzado en 2010 y sorprendiendo al público con un tema fresco, en el que se deja ver el talento y la habilidad musical de sus integrantes. Es a finales de 2012 y con la fecha tan temida de (21/12/2012) cuando presentan su disco homónimo en un famoso café bar de la región.
Bajo el sello independiente PSYCO BEAT Records, el cual es dirigido por Arturo Cerna, baterista de la banda, Letargo vuelve a posicionarse en radio y empieza una nueva carrera. Muchos fanes han reaccionado de buena forma por la interpretación vocal de Alex, que ahora además de tocar la guitarra es la voz líder del grupo, mientras que los más conservadores aún extrañan a quien otrora fuera el cantante.
No obstante Letargo se sigue posicionando dentro del gusto del público guatemalteco, estando activos hasta la fecha.
Actualmente Letargo sigue siendo una de las Bandas de Rock Nacional guatemalteco más conocidos e influyentes que busca trascender a nivel internacional. Siempre con el apoyo y cariño de todo su público a quienes consideran un integrante fundamental de la banda.

## Influencia
Letargo ha sido en definitiva una de las más grandes influencias para un sinnúmero de bandas en la región nororiente y occidente del país. Debido a su éxito en la región empezaron a surgir muchas bandas en Chiquimula y en ciudades cercanas.
Un pequeño movimiento de bandas de rock surgió en su ciudad natal a principios de siglo, bandas que también querían subirse y hacer música de corazón, influenciados no solo por Letargo sino por el movimiento de rock de los 90.
Bandas como Nexus, Blaster, Sorbo, Sexto Sentido, Elevation, Obliviun, entre otros, fueron producto de esta influencia musical que lideraba Letargo por tener un público mucho más amplio y muchos más años de trayectoria. 
Posteriormente en la época en la que Letargo estaba inactivo aparecen bandas en la escena rock de la ciudad como Equinoccio, Decapeto, Resaca, Agua de Calzón, Scream, Zona 3 y muchos más.
Actualmente existe un movimiento considerable de artistas locales que están trabajando constantemente por llevar su música a los oídos de diferentes públicos, todos han sido testigos del esfuerzo y el carácter que se necesita para lograr lo que Letargo ha alcanzado en sus años de trayectoria.
La versión de “El Corrido de Chiquimula” que tanto había dado de que hablar fue ganando aceptación y utilizada en muchas ocasiones en varias fiestas populares. 
Así mismo derivado de Letargo vieron la luz proyectos de largo alcance como Caravana Sicodelia y Quik Guzmán como solista. Este último en solitario y con el apoyo de su viejo amigo Pedro Villeda “Maisbro” publicó su primer álbum titulado “Contradicción”, en el cual incluía canciones inéditas y canciones que había grabado con sus anteriores proyectos. Entre estas están nuevas versiones de “Loco”, “Volando” y “Siento”, temas de su autoría los cuales fueron grabados en su etapa con Letargo.

## Actualidad
A mediados del mes de octubre del 2014 las redes sociales fueron testigos de, nuevamente, una noticia esperada por muchos de los seguidores más conservadores de la banda. Quik y Otto, fundadores de la banda regresaban nuevamente al barco y con esto la alineación dorada resurgía. Se concretó un concierto con motivo de la celebración de los 20 años de la agrupación en un bar de la Ciudad de Chiquimula.
Durante el concierto en cuestión se relató parte esencial de la historia de la banda, así mismo la mayoría de los temas creados a lo largo de los años de carrera fueron interpretados por la banda en compañía de músicos amigos de la banda y exintegrantes de la misma. Una nube de humo acompaña el futuro de la banda, que no ha declarado oficialmente si la alineación seguirá en más conciertos, más discos o el evento fue en definitiva único, en conmemoración de su 20 aniversario.

## Discografía
- Miro al Cielo (2000)
- Allá (2002)
- Letargo (2012)

## Videografía
- Erase una Vez
- Por Olvidarte
- Siento
- Miro al Cielo (Animación)

- Datos: Q18223985